# 2035年2月22日月食
2035年2月22日月食为一次將在协调世界时2035年2月22日出現的半影月食。該次月食半影食分為0.991、全影食分為-0.048。

## 概述
這次月食的食分是10.35。

## 基本參數
- 類型：半影月食
- 食甚資料：
  - 日期：2035年2月22日
  - 時間：9:04
  - 月球位置：赤經10.35度、赤緯9.2度
  - 食分：半影食分：0.991、全影食分：-0.048

## 外部連結
- NASA月食專頁（页面存档备份，存于）（英文）